# Corpo d'armata motocorazzato
Il Corpo d'armata motocorazzato, in acronimo CAM, è la denominazione assegnata dallo stato maggiore generale del Regio Esercito al raggruppamento di unità militari italiane costituito nell'estate 1943 durante la seconda guerra mondiale nell'area di Roma a protezione della capitale.

## Storia

### La costituzione
Il C.A.M. fu costituito il 25 luglio del 1943, giorno in cui cadde il governo fascista e Benito Mussolini fu arrestato su ordine di Vittorio Emanuele III. Ad esso fu affidato nel settembre del 1943 il compito di proteggere Roma (sede della Corona e del Governo italiano) da eventuali attacchi di forze nemiche. Il comando fu attribuito al generale di corpo d'armata Giacomo Carboni.

### L'impiego operativo
Il Corpo d'armata motocorazzato venne dislocato su un'ampia area ellittica centrata su Roma, con il compito di controllarne ogni via d'accesso. La Divisione "Ariete" venne schierata a nord-ovest, fra Manziana, Bracciano e l'Olgiata; la Divisione "Piave" a nord-est, fra la via Cassia e la via Tiburtina; la Divisione "Centauro", che alla data dell'8 settembre ancora in via di trasformazione organica, schierata a est fra la via Tibutina e la via Collatina; la Divisione "Granatieri di Sardegna" e il Reggimento Esplorante Corazzato della Divisione "Ariete" schierati a sud, su un ampio semicerchio fra la via Collatina e la via Casilina. Con il previsto afflusso delle Divisioni "Re" e "Lupi di Toscana", la Divisione "Ariete" e la Divisione "Piave" sarebbero state invece destinate a funzioni di manovra.
La sera dell'8 settembre appena i tedeschi appresero della proclamazione dell'armistizio iniziarono l'attacco alle difese della città, ma erano pochi i reparti delle Grandi Unità di previsto afflusso ad essere presenti. Nel settore sud, dove la difesa era imperniata su una linea di capisaldi eccessivamente intervallati fra di loro, i tedeschi riuscirono a penetrare, sfruttandone gli spazi vuoti, ma furono costretti a desistere temporaneamente dall'azione per la tenace resistenza incontrata nella zona dell'EUR, a ponte della Magliana e alle Tre Fontane. La battaglia riprese rabbiosa la mattina del 9 settembre, ma nel pomeriggio, con la maggior parte dell'artiglieria ridotta al silenzio, i difensori furono costretti ad abbandonare alcuni punti nevralgici, fra cui il Ponte della Magliana, e ripiegare; la sera la lotta si spostò a Porta San Paolo e, attraverso la reazione di reparti isolati, anche in alcuni quartieri all'interno della città.
Nel settore nord, il 9 settembre la Divisione "Piave" venne attaccata nella zona dei Due Ponti; la lotta divampò pure a Ponte del Grillo e presso Monterotondo. Sulla via Cassia reparti della Divisione "Ariete" bloccarono una colonna tedesca che avanzava verso Roma. I combattimenti continuano ininterrotti fino alla mattina del 10 settembre
Durante i giorni che seguirono l'armistizio dell'8 settembre 1943 il C.A.M. sostenne duri scontri nel corso della tentata difesa di Roma contro le avanzanti forze armate tedesche, proteggendo la fuga della corte del Re con il suo stato maggiore, fino all'ordine di cessate il fuoco, emanato alle ore 10, mentre erano pienamente in corso i combattimenti che vedevano impegnati nella lotta i difensori di Porta San Paolo, di viale Giotto, di via Laurentina e di Monterotondo.  La dichiarazione di resa concordata il 10 settembre venne stipulata sotto il comando del generale di brigata Giorgio Carlo Calvi di Bergolo, comandante della "Centauro II", marito della primogenita del Re, subentrato ad interim a Carboni nella convulsa e confusa fase finale della battaglia.

### Lo scioglimento
La resa provocò la dissoluzione del C.A.M. e la consegna degli armamenti ai tedeschi: solo la Divisione "Piave" rimase in servizio, con compiti di ordine pubblico nella città di Roma, avendo Calvi assunto il comando della "città aperta" sulla base dell'accordo di resa. Il 23 settembre, in coincidenza con la proclamazione della Repubblica Sociale Italiana, i tedeschi circondarono e disarmarono anche la "Piave", prendendo totalmente il controllo della città fino alla sua liberazione di Roma avvenuta il 4 giugno 1944 per intervento delle truppe alleate.

## La struttura organica
Le divisioni assegnate al C.A.M. furono:
- 21ª Divisione fanteria "Granatieri di Sardegna"
- 10ª Divisione di fanteria motorizzata "Piave"
- 135ª Divisione corazzata "Ariete II" (ricostituita dopo la pressoché totale distruzione della 132ª Divisione corazzata "Ariete" durante la Campagna africana)
- 136ª Divisione corazzata "Centauro II"
- Truppe di Corpo d'Armata 
  - 18º Reggimento bersaglieri esploranti corazzati (RECO)
  - 1º Reggimento artiglieria celere
  - 1º Reggimento artiglieria contraerei
  - 11º Raggruppamento genio di Corpo d'armata
  - 135ª Compagnia genio artieri
  - 83ª Compagnia genio telegrafisti e radiotelegrafisti
  - Servizi di Corpo d'armata